# VTV Cup 2019
VTV Cup 2019, còn được gọi là Giải bóng chuyền nữ quốc tế VTV Cup Tôn Hoa Sen 2019, là giải bóng chuyền nữ quốc tế lần thứ 16 với sự phối hợp tổ chức của Liên đoàn bóng chuyền Việt Nam và Đài Truyền hình Việt Nam. Đây là lần thứ tư giải được tài trợ bởi Tập đoàn Hoa Sen. Giải đấu được tổ chức từ ngày 3 tháng 8 đến ngày 10 tháng 8 năm 2019 ở Quảng Nam, Việt Nam.

## Các đội tham dự
7 đội đang tham dự giải đấu.
- Việt Nam (chủ nhà)
- NEC Red Rockets
- Câu lạc bộ Phúc Kiến
- Đại học Đài Bắc Trung Hoa
- Câu lạc bộ Altay
- Cộng hoà Dân chủ Nhân dân Triều Tiên
- Úc

## Vòng bảng
- Tất cả theo Giờ ở Việt Nam (UTC+07:00).

### Bảng A
|      |                           | Trận đấu | Trận đấu | Điểm | Set | Set | Set   | Điểm | Điểm | Điểm  |
| Hạng | Đội                       | T        | B        | Điểm | T   | B   | Tỉ lệ | T    | B    | Tỉ lệ |
| ---- | ------------------------- | -------- | -------- | ---- | --- | --- | ----- | ---- | ---- | ----- |
| 1    | Việt Nam                  | 2        | 0        | 6    | 6   | 0   | MAX   | 150  | 89   | 1.685 |
| 2    | Đại học Đài Bắc Trung Hoa | 1        | 1        | 3    | 3   | 3   | 1.000 | 126  | 139  | 0.906 |
| 3    | Câu lạc bộ Altay          | 0        | 2        | 0    | 0   | 6   | 0.000 | 102  | 150  | 0.680 |

| Ngày      | Thời gian |                           | Điểm |                           | Set 1 | Set 2 | Set 3 | Set 4 | Set 5 | Tổng  | Nguồn |
| --------- | --------- | ------------------------- | ---- | ------------------------- | ----- | ----- | ----- | ----- | ----- | ----- | ----- |
| 3 tháng 8 | 20:00     | Việt Nam                  | 3–0  | Đại học Đài Bắc Trung Hoa | 25–14 | 25–17 | 25–20 |       |       | 75–51 |       |
| 4 tháng 8 | 19:00     | Đại học Đài Bắc Trung Hoa | 3–0  | Câu lạc bộ Altay          | 25–19 | 25–23 | 25–22 |       |       | 75–64 |       |
| 5 tháng 8 | 19:00     | Việt Nam                  | 3–0  | Câu lạc bộ Altay          | 25–14 | 25–11 | 25–13 |       |       | 75–38 |       |

### Bảng B
|      |                                      | Trận đấu | Trận đấu | Điểm | Set | Set | Set   | Điểm | Điểm | Điểm  |
| Hạng | Đội                                  | T        | B        | Điểm | T   | B   | Tỉ lệ | T    | B    | Tỉ lệ |
| ---- | ------------------------------------ | -------- | -------- | ---- | --- | --- | ----- | ---- | ---- | ----- |
| 1    | NEC Red Rockets                      | 3        | 0        | 8    | 9   | 2   | 4.500 | 260  | 203  | 1.281 |
| 2    | Cộng hoà Dân chủ Nhân dân Triều Tiên | 2        | 1        | 7    | 8   | 3   | 2.667 | 261  | 162  | 1.611 |
| 3    | Câu lạc bộ Phúc Kiến                 | 1        | 2        | 3    | 3   | 7   | 0.429 | 189  | 220  | 0.859 |
| 4    | Úc                                   | 0        | 3        | 0    | 1   | 9   | 0.111 | 148  | 243  | 0.609 |

| Ngày      | Thời gian |                                      | Điểm |                                      | Set 1 | Set 2 | Set 3 | Set 4 | Set 5 | Tổng    | Nguồn |
| --------- | --------- | ------------------------------------ | ---- | ------------------------------------ | ----- | ----- | ----- | ----- | ----- | ------- | ----- |
| 3 tháng 8 | 17:00     | NEC Red Rockets                      | 3–0  | Úc                                   | 25–13 | 25–17 | 25–9  |       |       | 75–39   |       |
| 4 tháng 8 | 17:00     | Cộng hoà Dân chủ Nhân dân Triều Tiên | 3–0  | Câu lạc bộ Phúc Kiến                 | 25–11 | 25–16 | 25–15 |       |       | 75–42   |       |
| 5 tháng 8 | 15:00     | NEC Red Rockets                      | 3–0  | Câu lạc bộ Phúc Kiến                 | 25–18 | 25–16 | 25–20 |       |       | 75–54   |       |
| 5 tháng 8 | 17:00     | Úc                                   | 0–3  | Cộng hoà Dân chủ Nhân dân Triều Tiên | 19–25 | 10–25 | 10–25 |       |       | 39–75   |       |
| 6 tháng 8 | 17:00     | Câu lạc bộ Phúc Kiến                 | 3–1  | Úc                                   | 25–22 | 18–25 | 25–18 | 25–20 |       | 93–85   |       |
| 6 tháng 8 | 19:00     | Cộng hoà Dân chủ Nhân dân Triều Tiên | 2–3  | NEC Red Rockets                      | 27–25 | 25–19 | 23–25 | 21–25 | 14–16 | 110–110 |       |

## Vòng đấu loại trực tiếp
|  | Tứ kết            | Tứ kết          |                   |   | Bán kết | Bán kết       |               |  | Chung kết | Chung kết |
|  |                   |                 |                   |   |         |               |               |  |           |           |
|  |                   |                 |                   |   |         |               |               |  |           |           |
|  |                   |                 |                   |   |         |               |               |  |           |           |
|  |                   |                 |                   |   |         |               |               |  |           |           |
|  | 9 tháng 8         |                 |                   |   |         |               |               |  |           |           |
|  |                   |                 |                   |   |         |               |               |  |           |           |
|  | Việt Nam          | 3               |                   |   |         |               |               |  |           |           |
|  | Việt Nam          | 3               | 8 tháng 8         |   |         |               |               |  |           |           |
|  |                   |                 | CHDCND Triều Tiên | 2 |         |               |               |  |           |           |
|  | CHDCND Triều Tiên | 3               | CHDCND Triều Tiên | 2 |         |               |               |  |           |           |
|  | CHDCND Triều Tiên | 3               | 10 tháng 8        |   |         |               |               |  |           |           |
|  | Altay VC          | 0               |                   |   |         |               |               |  |           |           |
|  | Altay VC          | 0               | Việt Nam          | 1 |         |               |               |  |           |           |
|  |                   |                 | Việt Nam          | 1 |         |               |               |  |           |           |
|  |                   | NEC Red Rockets | 3                 |   |         |               |               |  |           |           |
|  |                   | NEC Red Rockets | 3                 |   |         |               |               |  |           |           |
|  | 9 tháng 8         |                 |                   |   |         |               |               |  |           |           |
|  |                   |                 |                   |   |         |               |               |  |           |           |
|  | NEC Red Rockets   | 3               |                   |   |         |               |               |  |           |           |
|  | NEC Red Rockets   | 3               | 8 tháng 8         |   |         |               |               |  |           |           |
|  |                   |                 | Fujian            | 0 |         | Tranh hạng ba | Tranh hạng ba |  |           |           |
|  | Đài Bắc Trung Hoa | 0               | Fujian            | 0 |         | Tranh hạng ba | Tranh hạng ba |  |           |           |
|  | Đài Bắc Trung Hoa | 0               | 10 tháng 8        |   |         |               |               |  |           |           |
|  | Fujian            | 3               |                   |   |         |               |               |  |           |           |
|  | Fujian            | 3               | CHDCND Triều Tiên | 3 |         |               |               |  |           |           |
|  |                   |                 |                   |   |         |               |               |  |           |           |
|  | Fujian            | 0               |                   |   |         |               |               |  |           |           |
|  | Fujian            | 0               |                   |   |         |               |               |  |           |           |

|  | Tranh hạng 5      |   |
|  |                   |   |
|  | 9 tháng 8         |   |
|  |                   |   |
|  | Đài Bắc Trung Hoa | 3 |
|  | Đài Bắc Trung Hoa | 3 |
|  | Altay VC          | 0 |
|  | Altay VC          | 0 |

|  | Tranh hạng 6 |   |
|  |              |   |
|  | 10 tháng 8   |   |
|  |              |   |
|  | Úc           | 3 |
|  | Úc           | 3 |
|  | Altay VC     | 0 |
|  | Altay VC     | 0 |

### Tứ kết
- Tất cả theo Giờ ở Việt Nam (UTC+07:00).

| Ngày      | Thời gian |                                      | Điểm |                      | Set 1 | Set 2 | Set 3 | Set 4 | Set 5 | Tổng  | Nguồn |
| --------- | --------- | ------------------------------------ | ---- | -------------------- | ----- | ----- | ----- | ----- | ----- | ----- | ----- |
| 8 tháng 8 | 16:30     | Đại học Đài Bắc Trung Hoa            | 0–3  | Câu lạc bộ Phúc Kiến | 20–25 | 14–25 | 10–25 |       |       | 44–75 |       |
| 8 tháng 8 | 19:00     | Cộng hoà Dân chủ Nhân dân Triều Tiên | 3–0  | Câu lạc bộ Altay     | 25–10 | 25–12 | 25–12 |       |       | 75–34 |       |

### Tranh hạng 5
| Ngày      | Thời gian |                           | Điểm |                  | Set 1 | Set 2 | Set 3 | Set 4 | Set 5 | Tổng  | Nguồn |
| --------- | --------- | ------------------------- | ---- | ---------------- | ----- | ----- | ----- | ----- | ----- | ----- | ----- |
| 9 tháng 8 | 14:30     | Đại học Đài Bắc Trung Hoa | 3–0  | Câu lạc bộ Altay | 25–17 | 25–22 | 25–20 |       |       | 75–59 |       |

### Bán kết
| Ngày      | Thời gian |                 | Điểm |                                      | Set 1 | Set 2 | Set 3 | Set 4 | Set 5 | Tổng    | Nguồn |
| --------- | --------- | --------------- | ---- | ------------------------------------ | ----- | ----- | ----- | ----- | ----- | ------- | ----- |
| 9 tháng 8 | 17:00     | NEC Red Rockets | 3–0  | Câu lạc bộ Phúc Kiến                 | 25–22 | 25–11 | 25–19 |       |       | 75–52   |       |
| 9 tháng 8 | 19:00     | Việt Nam        | 3–2  | Cộng hoà Dân chủ Nhân dân Triều Tiên | 19–25 | 22–25 | 25–23 | 25–23 | 15–12 | 106–108 |       |

### Tranh hạng 6
| Ngày       | Thời gian |                  | Điểm |    | Set 1 | Set 2 | Set 3 | Set 4 | Set 5 | Tổng  | Nguồn |
| ---------- | --------- | ---------------- | ---- | -- | ----- | ----- | ----- | ----- | ----- | ----- | ----- |
| 10 tháng 8 | 15:30     | Câu lạc bộ Altay | 0–3  | Úc | 22–25 | 22–25 | 17–25 |       |       | 61–75 |       |

### Tranh hạng ba
| Ngày       | Thời gian |                      | Điểm |                                      | Set 1 | Set 2 | Set 3 | Set 4 | Set 5 | Tổng  | Nguồn |
| ---------- | --------- | -------------------- | ---- | ------------------------------------ | ----- | ----- | ----- | ----- | ----- | ----- | ----- |
| 10 tháng 8 | 18:00     | Câu lạc bộ Phúc Kiến | 0–3  | Cộng hoà Dân chủ Nhân dân Triều Tiên | 25–27 | 21–25 | 15–25 |       |       | 61–77 |       |

### Chung kết
| Ngày       | Thời gian |                 | Điểm |          | Set 1 | Set 2 | Set 3 | Set 4 | Set 5 | Tổng   | Nguồn |
| ---------- | --------- | --------------- | ---- | -------- | ----- | ----- | ----- | ----- | ----- | ------ | ----- |
| 10 tháng 8 | 20:00     | NEC Red Rockets | 3–1  | Việt Nam | 27–29 | 25–17 | 25–17 | 25–16 |       | 102–79 |       |

## Xếp hạng chung cuộc
| Xếp hạng | Đội                                  |
| -------- | ------------------------------------ |
| 1        | NEC Red Rockets                      |
| 2        | Việt Nam                             |
| 3        | Cộng hoà Dân chủ Nhân dân Triều Tiên |
| 4        | Câu lạc bộ Phúc Kiến                 |
| 5        | Đại học Đài Bắc Trung Hoa            |
| 6        | Úc                                   |
| 7        | Câu lạc bộ Altay                     |

| Vô địch Giải bóng chuyền nữ quốc tế VTV Cup 2019 |
| ------------------------------------------------ |
| NEC Red Rockets                                  |

## Giải thưởng cá nhân
| - Vận động viên toàn diện nhất giải đấu Mizuki Yanagita (NEC Red Rockets) - Vận động viên chuyền hai tốt nhất Shiori Tsukada (NEC Red Rockets) - Vận động viên chủ công xuất sắc nhất (Best Outside Spikers) Kim Hyon Ju (Cộng hòa Dân chủ Nhân dân Triều Tiên) Jong Jin Sim (Cộng hòa Dân chủ Nhân dân Triều Tiên) - Vận động viên phụ công tốt nhất Bùi Thị Ngà (Việt Nam) Shiori Aratani (NEC Red Rockets) - Vận động viên đối chuyền tốt nhất (Best Opposite Spiker) Đặng Thị Kim Thanh (Việt Nam) - Vận động viên Libero tốt nhất Manami Kojima (NEC Red Rockets) - Hoa khôi VTV Cup Tôn Hoa Sen 2019 Dinara Syzdykova (Câu lạc bộ Altay) |

## Truyền hình
Giải vô địch bóng chuyền nữ Quốc tế VTV Cup Tôn Hoa Sen 2019 sẽ phát sóng truyền hình trực tiếp trên kênh VTV6 và VTV Sports của Đài Truyền hình Việt Nam.